# Dineutus angustus
Dineutus angustus es una especie de escarabajo del género Dineutus, familia Gyrinidae. Fue descrita científicamente por LeConte en 1878.
Habita en los Estados Unidos (Georgia, Florida y Alabama). Los machos miden 9,4–10,8 mm y las hembras 9,8–10,2 mm.